# Aethomys ineptus
Aethomys ineptus é uma espécie de roedor da família Muridae.
Pode ser encontrada nos seguintes países: África do Sul e Essuatíni.
Os seus habitats naturais são: florestas temperadas, matagal de clima temperado e campos de gramíneas de clima temperado.